# کارولینا آرمیخو
کارولینا آرمیخو (انگلیسی: Carolina Armijo؛ زادهٔ ۲۸ نوامبر ۱۹۸۷) بازیکن فوتبال اهل شیلی است.
از باشگاه‌هایی که در آن بازی کرده است می‌توان به باشگاه فوتبال کولو-کولو اشاره کرد.
وی همچنین در تیم ملی فوتبال زنان شیلی بازی کرده است.

## دوران بازی
کارولینا آرمیخو در دوران جوانی خود در تیم‌های پایهٔ یونیورسیداد ده شیلی و اورتون بازی کرد.
در ردهٔ بزرگسالان، تقریباً تمام دوران حرفه‌ای خود را در تیم کولو-کولو گذراند.
او نخستین عنوان قهرمانی لیگ را در سال ۲۰۱۲ با این باشگاه به‌دست‌آورد، که یکی از سال‌های درخشان دوران حرفه‌ای‌اش بود.
در همان سال، با تیم کولو-کولو موفق شد عنوان قهرمانی کوپا لیبرتادورس را نیز کسب کند؛ رقابتی که در سطح آمریکای جنوبی مهم‌ترین جام باشگاهی در فوتبال زنان به‌شمار می‌آید.
تجربه‌ای کوتاه ولی مهم در عرصهٔ بین‌المللی نیز در کارنامهٔ او ثبت شده است. آرمیخو در سال ۲۰۱۸ به تیم کوکوتا دپورتیوو در کشور کلمبیا پیوست، که فرصتی بود تا توانایی‌های خود را در سطحی فراتر از فوتبال شیلی به نمایش بگذارد.
در سطح ملی، او عضوی از تیم ملی فوتبال زنان شیلی بود که در کوپا آمریکا زنان ۲۰۱۸ موفق شد به عنوان نایب‌قهرمانی دست یابد؛ موفقیتی چشم‌گیر برای فوتبال زنان این کشور.او همچنین در جریان اردوها و دیدارهای دوستانهٔ تیم ملی در سال‌های پیش و پس از آن، نقش فعالی ایفا کرد و یکی از رهبران تیم در داخل و خارج از زمین بود. بنادو با رویکردی مثبت و روحیه‌ای الهام‌بخش، تأثیر بسزایی بر روند آماده‌سازی تیم برای رقابت‌های بین‌المللی داشت.
او تا سال ۲۰۲۰ به‌طور منظم در اردوها و دیدارهای ملی حضور داشت و نقش مهمی در تیم ملی ایفا می‌کرد، به‌ویژه در دیدارهای دوستانه و برنامه‌های آماده‌سازی برای رقابت‌های رسمی.
در ادامهٔ دوران باشگاهی‌اش، آرمیخو با کولو-کولو در چندین فصل لیگ برتر شیلی حضوری مستمر داشت و یکی از عناصر کلیدی تیم در کسب موفقیت‌های پی‌درپی بود. حضور او در میدان، به‌ویژه در مسابقات حساس و فینال‌ها، همواره مورد تحسین رسانه‌ها و هواداران قرار می‌گرفت و نشان‌دهندهٔ اعتماد کادر فنی به مهارت‌های فنی و رهبری او بود.
آرمیخو تا سال ۲۰۲۲ به‌عنوان بازیکن در باشگاه کولو-کولو باقی ماند و در نهایت در سال ۲۰۲۳ به‌صورت رسمی بازنشستگی خود را اعلام کرد.

## دوران مربیگری
پس از پایان دوران بازی، آرمیخو وارد عرصهٔ مربیگری شد و در سال‌های ۲۰۲۲ و ۲۰۲۳ به‌عنوان مربی دروازه‌بانان در کادر فنی لوئیس منا در تیم کولو-کولو فعالیت کرد.
او سپس به‌همراه منا به تیم ملی فوتبال زنان شیلی پیوست و در کادر فنی این تیم نیز حضور یافت؛ نقشی که نشان‌دهندهٔ اعتماد به تجربه و تخصص او در زمینهٔ دروازه‌بانی بود. او در این نقش، مسئول آماده‌سازی و ارتقای عملکرد دروازه‌بانان تیم ملی بود و نقش کلیدی در توسعهٔ تکنیکی و تاکتیکی این بازیکنان ایفا کرد. حضور او در این سمت، بخشی از روند حرفه‌ای شدن ساختار فنی تیم ملی زنان شیلی محسوب می‌شود و نشان از تلاش برای بهره‌گیری از دانش بازیکنان باتجربه در قالب کادر فنی دارد.

## زندگی شخصی
آرمیخو در هجده‌سالگی در یکی از شعبه‌های مک‌دونالدز مشغول به‌کار بود؛ تجربه‌ای که به گفتهٔ خودش به او درس‌هایی از سخت‌کوشی و استقلال آموخت.
او بعدها در رشتهٔ پودیاتری تحصیل کرد و به‌عنوان متخصص درمان اختلالات پا، مدرک خود را دریافت نمود؛ مسیری که بیانگر علاقه‌اش به سلامت جسمانی و تمایلش به رشد در زمینه‌هایی فراتر از ورزش حرفه‌ای است.